# O-Ring-Theorie der wirtschaftlichen Entwicklung
Die O-Ring-Theorie der wirtschaftlichen Entwicklung ist ein Modell der wirtschaftlichen Entwicklung, das 1993 von Michael Kremer vorgestellt wurde. Das Modell geht davon aus, dass Produktionsaufgaben nur dann von hohem Wert sein können, wenn sie gemeinsam ausgeführt werden. Das Hauptmerkmal dieses Modells ist die positive assortative Paarung, bei dem Menschen mit ähnlichen Fähigkeiten zusammenarbeiten.
In dem Modell wird argumentiert, dass die O-Ring-Entwicklungstheorie erklärt, warum reiche Länder kompliziertere Produkte herstellen, größere Unternehmen haben und eine viel höhere Arbeitsproduktivität aufweisen als arme Länder.
Der Name der Theorie ist eine Anspielung auf das Challenger-Unglück von 1986, welches durch das Versagen eines einzigen O-Rings verursacht wurde.

## Modell
Das Modell geht davon aus, dass Unternehmen risikoneutral sind, dass die Arbeitsmärkte wettbewerbsfähig sind, dass die Arbeitnehmer ihre Arbeitskraft unelastisch anbieten, dass die Arbeitnehmer nicht perfekt austauschbar sind und dass es eine ausreichende Komplementarität der Aufgaben gibt.
Die Produktion ist unterteilt in {\displaystyle n} Aufgaben. Die Arbeiter können je nach ihren Fähigkeiten eine Vielzahl von Techniken mit unterschiedlicher Effizienz einsetzen, um diese Aufgaben auszuführen. Die Fertigkeit wird bezeichnet durch {\displaystyle q}, wobei {\displaystyle 0\leq q\leq 1}. Das Konzept von {\displaystyle q} unterscheidet sich je nach Auslegung. Es kann die Wahrscheinlichkeit darstellen, dass ein Arbeitnehmer eine Aufgabe erfolgreich abschließt, die Qualität der Aufgabenerledigung, ausgedrückt als Prozentsatz, oder die Qualität der Aufgabenerledigung unter der Bedingung einer Fehlermarge, die die Qualität verringern könnte. Der Output ist dann gleich dem Produkt aus {\displaystyle q} Werten der einzelnen {\displaystyle n} Aufgaben zusammen und skaliert mit einer firmenspezifischen Konstante, {\displaystyle B}. Dieser Skalar ist positiv mit der Anzahl der Aufgaben korreliert. Die Produktionsfunktion lautet:
F(qi, qj) = Bqiqj
Die wichtigste Auswirkung dieser Produktionsfunktion ist die positive assortative Zuordnung. Dies zeigt sich in einer hypothetischen Vier-Personen-Wirtschaft mit zwei gering qualifizierten Arbeitskräften (qL) und zwei hoch qualifizierten Arbeitskräften (qH). Diese Gleichung gibt die produktive Effizienz des Qualifikationsabgleichs vor:
qH2 + qL2 ≥ 2qHqL
Laut dieser Formel wird das Gesamtprodukt durch die Zuordnung der Arbeitskräfte mit ähnlichem Kompetenzniveau maximiert.

## Schlüsse
Aus dem Modell lassen sich verschiedene Schlüsse ziehen:
1. Arbeitnehmer, die die gleiche Arbeit verrichten, verdienen in einem Unternehmen mit hohem Qualifikationsniveau mehr als in einem Unternehmen mit niedrigem Qualifikationsniveau.
2. Die Löhne in den Industrieländern sind überproportional höher, als es die Messung des Qualifikationsniveaus vermuten ließe.
3. Arbeitnehmer werden ihre Investitionen in Humankapital im Kontext ähnlicher Investitionen in ihrem Umfeld bewerten;
4. Die Auswirkungen lokaler Engpässe werden verstärkt, was auch die erwarteten Erträge aus der Qualifikation verringert.
5. O-Ring-Effekte zwischen Unternehmen können zu nationalen Niedrigproduktionsfallen führen.

Dieses Modell hilft die Abwanderung von Fachkräften und das internationale wirtschaftliche Gefälle zu erklären. Kremer formuliert es wie folgt: „Wenn die strategische Komplementarität stark genug ist, können mikroökonomisch identische Nationen oder Gruppen innerhalb von Nationen in Gleichgewichten mit unterschiedlichem Humankapitalniveau verharren“.

## Erweiterungen
Garett Jones (2013) stützt sich auf die O-Ring-Theorie von Kremer, um zu erklären, warum Unterschiede in der Qualifikation von Arbeitnehmern mit „massiven“ Unterschieden im internationalen Produktivitätsniveau verbunden sind, obwohl sie nur geringe Lohnunterschiede innerhalb eines Landes verursachen. Zu diesem Zweck unterscheidet er zwischen O-Ring-Jobs (Jobs mit hoher strategischer Komplementarität in Bezug auf die Qualifikation) und sogenannten foolproof-Jobs (Jobs, die durch abnehmende Arbeitserträge gekennzeichnet sind) und geht davon aus, dass beide Produktionstechnologien in allen Ländern verfügbar sind. Anschließend zeigt er, dass geringe internationale Unterschiede in der durchschnittlichen Qualifikation der Arbeitnehmer pro Land sowohl zu einer großen internationalen als auch zu einer geringen intra-nationalen Einkommensungleichheit führen.